# Iglesia de San Martín (Villahizán de Treviño)
La iglesia de San Martin de Tours es una iglesia católica de estilo románico altomedieval del siglo XII. Se encuentra en Villahizán de Treviño en la comunidad autónoma de Castilla y León.  Se llama así por el arzobispo San Martin de Tours.

## Historia
Fue la iglesia de uno de los barrios del pueblo hasta 1876. La podemos encontrar en el barrio cuyo nombre pertenece a esta Iglesia. En 1988 se derrumbó y parte de sus piedras han sido reutilizadas en construcciones particulares.

## Estado de conservación
Se conservan unos de los muros de la torre y parte del ábside. En su modillón se muestra una temática de animales, figuras humanas, bustos vegetales, entre otras. Podemos observar que entre ellas se puede encontrar algún carácter sexual.

## Descripción
Es de una sola nave de ábside semicircular y una torre. En el siglo XVI se amplió a tres naves. Son interesantes algunos canecillos con temáticas de animales, figuras humanas y vegetales

## Intervenciones
En el 2009 la Asociación Cultural de Amigos de Villahízán  consiguió fondos para restaurar la Iglesia de San Martin de Tours.